# Parafia wojskowa Najświętszej Maryi Panny Królowej Polski w Witkowie
Parafia wojskowa bł. Stefana Wyszyńskiego w Witkowie – parafia należąca do Dekanatu Sił Powietrznych Ordynariatu Polowego Wojska Polskiego (do roku 2012 parafia należała do Pomorskiego Dekanatu Wojskowego). Została utworzona decyzją Józefa Guzdka, biskupa polowego Wojska Polskiego, w dniu 26 lutego 2020 roku, po przeniesieniu siedziby parafii z Gniezna.
02 lutego 2025 roku bp Wiesław Lechowicz ustanowił bł. Stefana Wyszyńskiego patronem parafii oraz powstającego kościoła garnizonowego w Witkowie.